# Nick Studio 10
Nick Studio 10 fue un bloque de programación en vivo que debutó el 18 de febrero de 2013. Actualmente se emite en Nickelodeon en las tardes de lunes a viernes en One Astor Plaza en Nueva York de Times Square.
El programa es conducido por un grupo de jóvenes adolescentes: Troy Doherty, Noah Grossman, Malika Samuels y Gabrielle Senn "Gabby", que crean vídeos consistentes en humor de acceso aleatorio dirigido a preadolescentes y adolescentes. El programa se transmite de las 4:00pm a 6:00pm ET (Pacífico), y es el primer bloque de la tarde, en vivo por el canal, desde el bloque de corta duración en 2007 ME: TV.
Para empezar, el único programa en el bloque que se ha transmitido ha habido múltiples episodios de SpongeBob SquarePants, interrumpida por los clips de vídeo en directo y la continuidad que se insertan en los episodios al azar en lugar de en el programa real, e incluyen incongruencias, tales como "¡Nick lo hizo" durante las interrupciones. El 1 de abril de 2013, los segmentos relanzados después de las vacaciones de Pascua de un par de semanas, volviendo a una hora de la 5:00pm. Durante las vacaciones de Pascua, el bloque inició desde las 4:00 p. m.. Ahora incluye una hora de  The Fairly OddParents, seguido de Bob Esponja. El 29 de abril de 2013, Monsters vs. Aliens se añadió al bloque. El bloque fue cancelado el 2 de septiembre de 2013.

## Shows
- SpongeBob SquarePants
- The Fairly OddParents
- Monsters vs. Aliens